# Montecarotto
Montecarotto ist eine italienische Gemeinde (comune) mit 1839 Einwohnern (Stand 31. Dezember 2023) in der Provinz Ancona in den Marken. 

## Geografie
Die Gemeinde liegt etwa 51 Kilometer westsüdwestlich von Ancona und gehört zur Unione dei Comuni della Media Vallesina.

## Persönlichkeiten
- Matilde Palazzesi (1802–1842), Opernsängerin (Sopran) und Primadonna